# Oldřich z Etzenbachu
Oldřich z Etzenbachu (také Ulrich von Etzenbach) byl středověký německy píšící básník, který se pohyboval především na pražském královském dvoře v období vlády posledních Přemyslovců (2. polovina 13. století). 
Jeho původ je nejasný, podle jména německý. Ve svém díle tvrdí, že pochází ze země lva, což by mohla být některá ze zemí pod vládou českého krále Přemysla Otakara II. Ve svém díle se zmínil o Litoměřicích, a o tom, že tam má přátele - nelze vyloučit, že šlo o jeho rodiště. K severočeskému německému prostředí poukazují i lingvistické rozbory. Matoucí je, že se v severních Čechách nevyskytuje žádné místo s názvem Etzenbach, ale mohlo jít o přídomek, který si Oldřichova rodina přinesla do Čech z Německa. Pokud je teze o severočeském původu správná, je Oldřich z Etzenbachu prvním německým básníkem z českých zemí.
Oldřich stvořil dva rozsáhlé eposy – Alexandreidu (ovlivnila i českou verzi) a dvorskou legendu Wilhelm von Wenden (česky Vilém ze země Slovanů). Alexandreida byla napsána na základě Gualterova rozsáhlého latinského eposu, Oldřichova verze má 28 000 veršů. Jde o nejrozsáhlejší německou skladbu vzniklou na přemyslovském dvoře. Jejím hlavním záměrem byla nepřímá oslava Přemysla Otakara II. a zdůraznění jeho moci a slávy. Charakter hlavního hrdiny nerespektuje historický předobraz - Alexandra Velikého - ale spíše zobrazuje středověký ideál panovníka. Zajímavé je, že mecenášem tohoto díla nebyl panovník, ale český šlechtic Oldřich I. z Hradce. Wilhelm von Wenden oslavuje Přemyslova nástupce Václava II. Toto druhé dílo je kratší než Alexandreida (8358 veršů). Popisuje osudy pohanského prince Viléma, jeho manželky Bene a jejich dvojčat. Končí jejich konverzí ke křesťanství a rozšířením nadvlády nad starými Slovany. Že se de facto hovoří o Václavovi je jasné, i jméno Vilémovi manželky je jen zlatinizováním jména Václavovi manželky Guty. 
Z hlediska stylu byl přiznaným vzorem Oldřichovým Wolfram von Eschenbach.

## Citáty
| „ | Však od lva pryč jsem nechtěl jít a podnes u něho chci být, mě porodila jeho zem. Jej po Bohu pánem zvolil jsem... | “ |